# Andrarums alunbruk

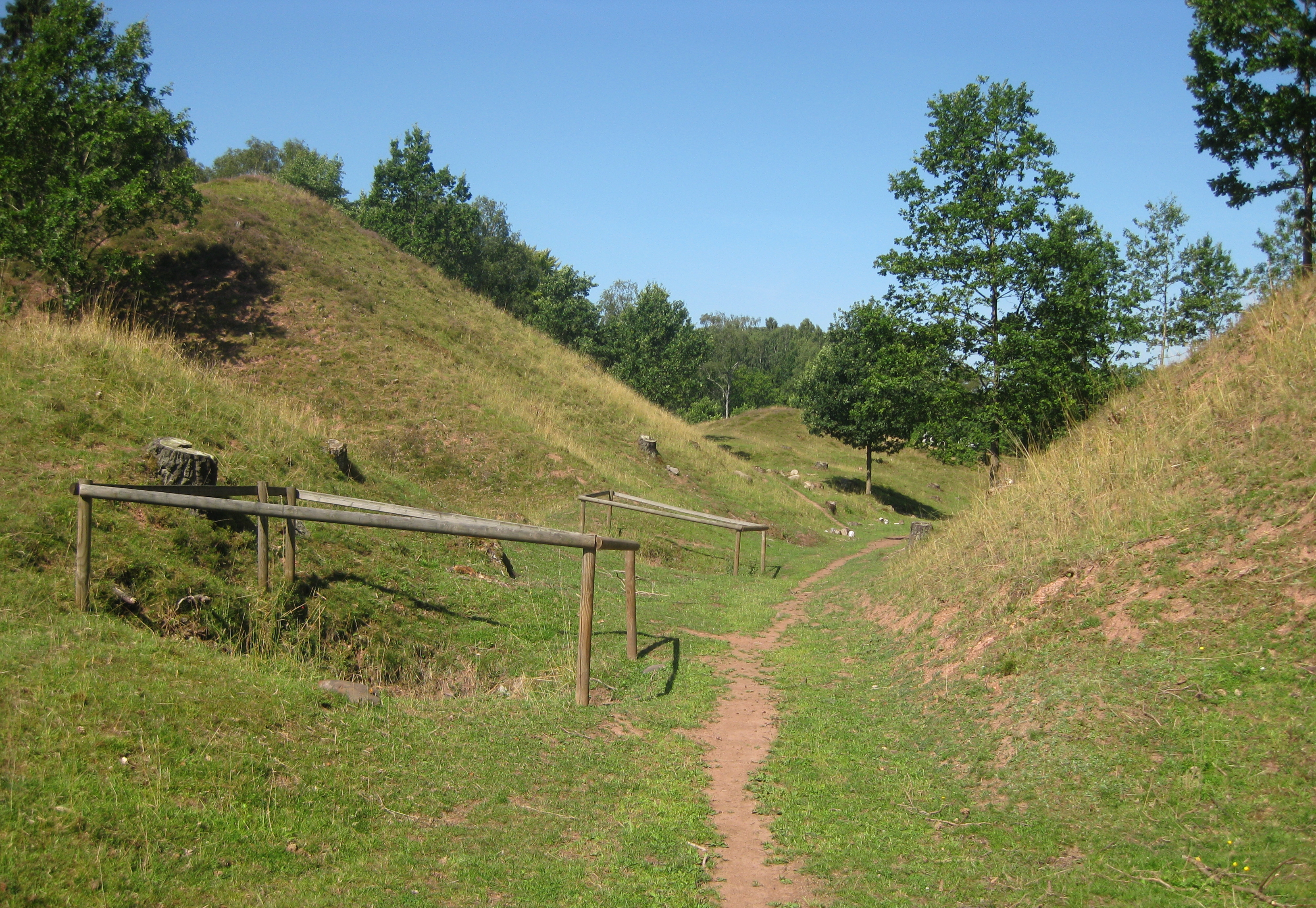
Slagghögar

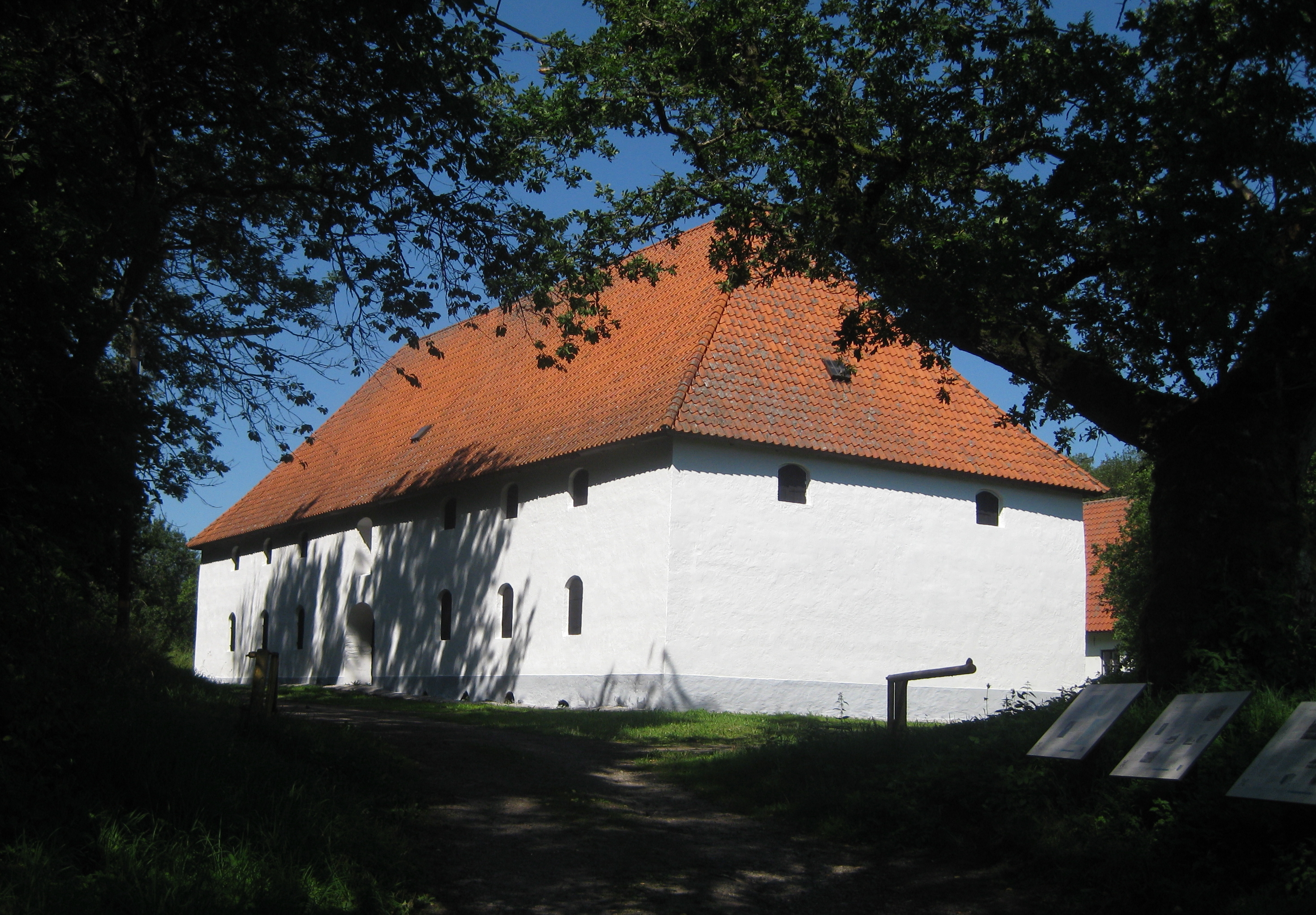
Magasinsbyggnaden

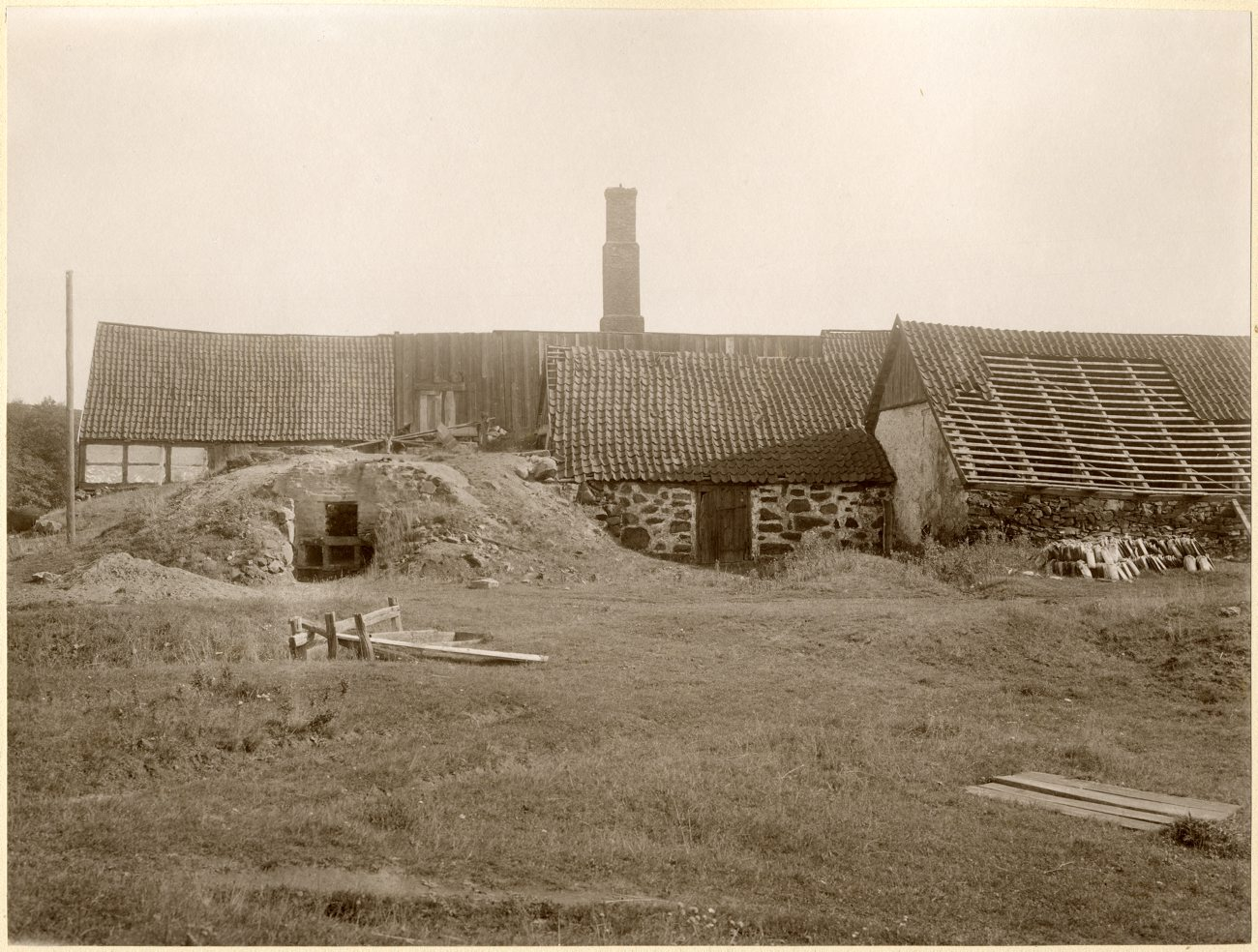
Pannhuset kring år 1900

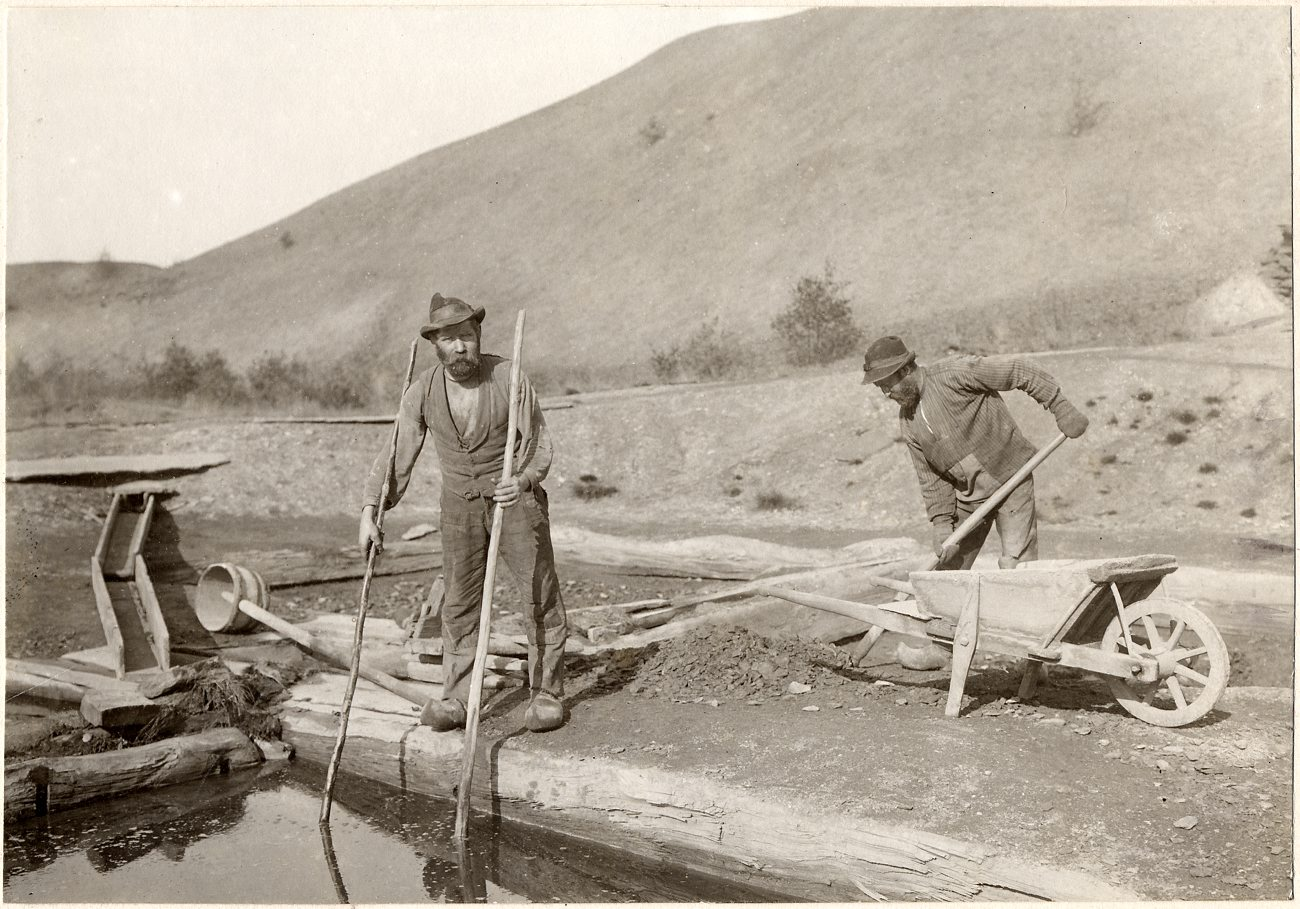
Arbetare vid bruket, 1910.

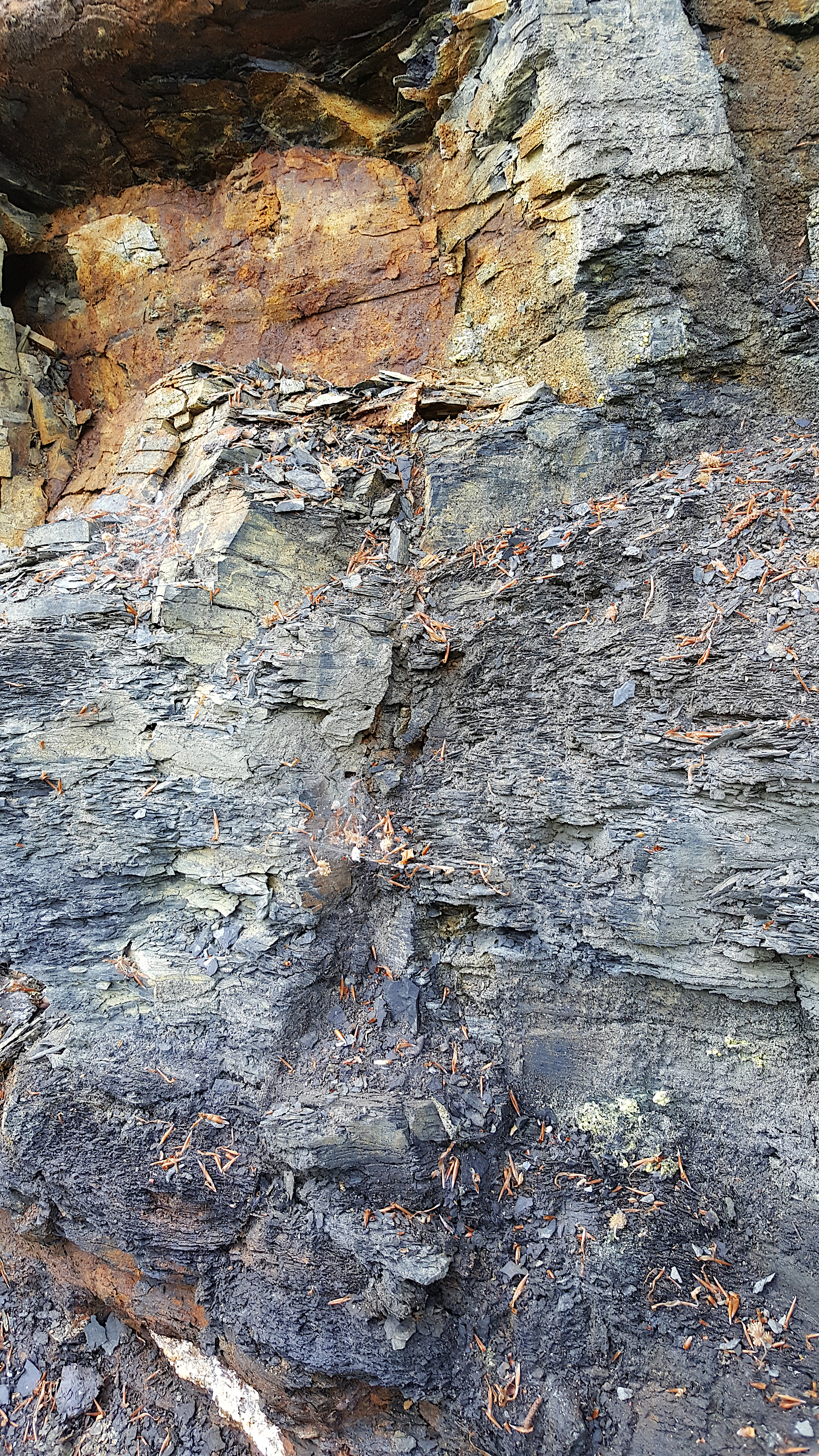
Alunskiffer vid Andrarums alunbruk.

Andrarums alunbruk är en tidigare alunindustri vid Andrarum i Tomelilla kommun. 
Alunskiffer bröts på platsen och förädlades till alun. I de kambriska skiffrarna finns också kalk i form av orsten och på platsen fanns sedan gammalt ett kalkbruk. De kambriska skiffrarna är en av de äldsta fossilförande bergarterna och är idag främst av intresse för paleontologer. Stenbrottet i Andrarum är typlokal för ett flertal fossil och har således ett stort geologiskt bevarandevärde. 

## Brukets historia
Jochum Beck upptäckte alunförekomsten på sommaren 1635, men det dröjde till 7 oktober 1637 innan han fick kungligt (danskt) privilegiebrev för utvinningen. När Andrarums alunbruk 1643 var färdigt att tas i drift, anfölls Skåne av Sverige och bruket raserades. Danmark avträdde Skåne till Sverige 1658, men flera årtionden av snapphaneoroligheter följde. Bruket kunde dock komma igång tack vare omfattande (svenska) privilegier år 1686 som inkluderade rätt till all skog inom två mils radie.
År 1725 köptes bruket av Christina Piper. Hon byggde upp en omfattande verksamhet som under 1700-talet var en av de mera betydande industrierna i Sverige. Bredvid bruket anlade hon Christinehofs slott på 1730-talet.
Carl von Linné beskriver bruket i sin skånska resa 1749 i en anteckning från den 30 maj.
Uppgifterna om antalet sysselsatta vid bruket varierar. Å ena sidan kan det hävdas att merparten av dem som bodde i Andrarums socken, och åtskilliga i grannsocknarna, inte hade kunnat försörja sig på den magra åkermarken om det ej varit för brukets skull. Räknat så var det åtskilliga tusen personer som direkt eller indirekt fick sin utkomst från alunbruket under dess storhetstid. Å andra sidan var direkt sysselsatta med den egentliga alunframställningen räknade i hundratal, inte i tusental, och uppges till cirka 200 år 1776.
Det egna bergstinget förlorade under 1830-talet betydelse och från början av 1836 övertogs tingsrättens ärenden av Kronobergs bergmästardöme i Växjö stad.
Från mitten av 1800-talet började brukets lönsamhet försämras. Brytningen upphörde i början av 1900-talet, och bruket lades slutligen ned 1912, men man kan fortfarande hitta stora slagghögar i bruksområdet. Den totala produktionen 1682–1912 var 77 495 ton alun. Vedbrist var främsta orsaken till brukets tillbakagång och skiffern dög inte till bränsle. Vedkonsumtionen uppgick till ca 500 famnar (ca 1 500 m3) per panna och år.
Under andra hälften av 1900-talet diskuterades möjligheterna att utvinna uran ur samma skiffrar.

## Verkalinjen
Alunframställningen krävde stora mängder bränsle. Genom en kunglig förordning 1686 blev de självägande bönderna inom en cirkel på två mils radie (36 000 alnar) skyldiga att avverka samt leverera avverkad skog till alunverket mot, som det hette, "skälig ersättning". Förordningen inskränkte även böndernas rätt att ha betesdjur i skogen. 
Ett tjugotal stenar sattes upp på vissa platser för att markera tvåmilsgränsen. Idag är platsen för 21 sådana gränsstenar ungefärligen kända, av vilka endast ett fåtal är återfunna.
Förordningen upphävdes 1824.

## Dans vid Alunbruket
Att arrangera dans vid Alunbruket påstås ha mer än hundraåriga traditioner. Andrarums Röda korskrets, lokala skytteklubben, idrottsföreningen, hemvärnet och Andrarums frivilliga brandkår inledde i början av 1950-talet dans i Alunbruket på pingst- och midsommardagen. Detta blev en årlig tradition fram till 2008 med dansband som Vikingarna, Lasse Stefanz och Thorleifs. Dessutom underhöll artister som Ted Gärdestad, Svenne & Lotta och Charlotte Perelli. Publikrekordet sattes av Hasse Andersson och Kvinnaböske Band med 9 000  besökare. År 2009 sade markägaren Högestad & Christinehof Förvaltnings AB upp arrendet och betalade ett inlösenbelopp för avhysningen. Bolagets vd Fredrik Piper angav dels fylla och slagsmål som skäl för uppsägningen men också att de ville utveckla Ekoparken på Christinehof åt det mera fridfulla och familjeinriktade hållet.